# 宝井琴鶴 (5代目)
五代目 宝井 琴鶴（たからい きんかく、10月21日 - ）は、女流講談師。講談協会所属。

## 経歴
神奈川県横浜市出身。関東学院六浦小学校では小泉進次郎衆議院議員と同級生。本籍は埼玉県飯能市。
和光学園中学校、神奈川県立神奈川総合高等学校、山形大学人文学部卒業。中学生の頃より宝井講談修羅場塾で講談に触れ、大学卒業後は出版社に入社し営業として働く。
2006年4月、宝井琴星に入門し講談協会前座見習いとなる。6月に前座となり、本牧亭にて初高座。2010年6月、二ツ目昇進。　
2019年10月、真打昇進し、「五代目宝井琴鶴」を襲名。

## 芸歴
- 2006年
  - 4月 - 宝井琴星に入門。
  - 6月 - 前座となる、前座名は「琴柑」。
- 2010年6月 - 二ツ目昇進。
- 2019年10月 - 真打昇進、「五代目宝井琴鶴」襲名

## 弟子

### 前座
- 宝井琴人